# Anton van den Wyngaerde
Anton van den Wyngaerde (Amberes, ca. 1512/1525-Madrid, 7 de mayo de 1571) también llamado Anton van der Wyngaerde o Antoon van den Wijngaerde, conocido en España como Antonio de las Viñas o Antón de Bruselas y en Inglaterra como Anthony van den Wyngaerde, fue un dibujante paisajista flamenco del siglo XVI, que recorrió España a partir de 1561, dibujando una colección de sesenta y dos vistas, detalladas y meticulosas, de pueblos y ciudades, por encargo de Felipe II, a cuyo servicio estaba desde 1557.

## Biografía
Se formó como dibujante en los Países Bajos y viajó por Italia entre 1552 y 1553. En 1557 fue nombrado «pintor ordinario» por el rey Felipe II y acompañó a los tropas españolas en las batallas contra Enrique II de Francia, representando las escenas bélicas de San Quintín, Ham, Gravelinas y Dourlens. En 1558 viajó por los Países Bajos, y en 1561 por Inglaterra. También es posible que hubiera estado anteriormente en Inglaterra durante la estancia del rey español; y se le atribuyen las siete vistas del Panorama of London fechado entre 1543 y 1550, una de las primeras representaciones de Londres que existen.

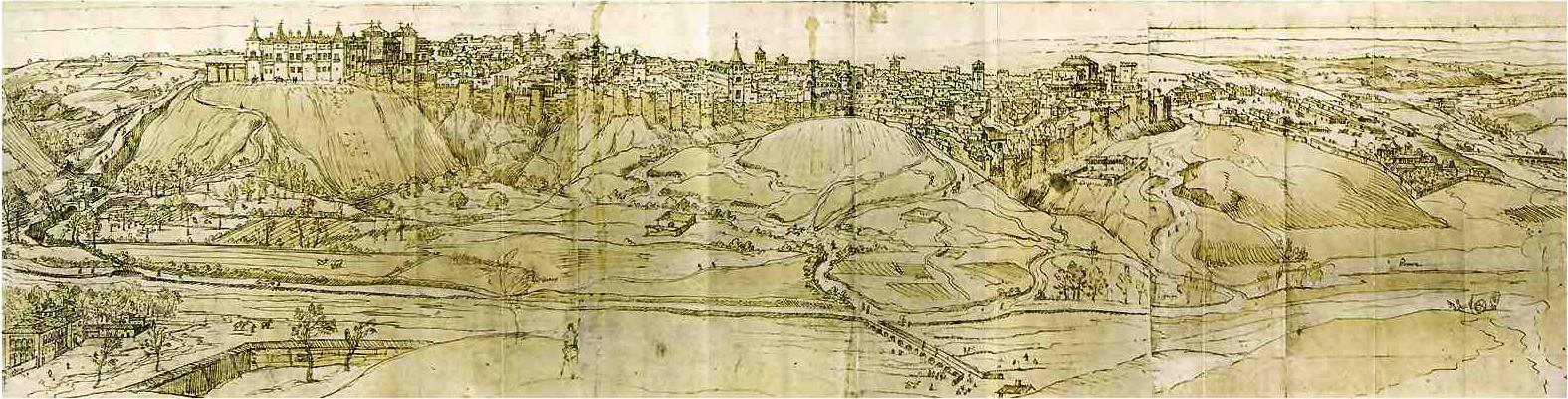
Vista de Madrid (1562)

Se instaló con su familia en Madrid, en 1562, a instancias de Felipe II, dedicándose a la «descripción corográfica» de villas, pueblos y ciudades españolas, hasta su fallecimiento el 7 de mayo de 1571. En sus vistas, prima el detalle minucioso y la descripción topográfica de las imágenes. Sus creaciones son dibujos al natural, panorámicas a «vista de pájaro».

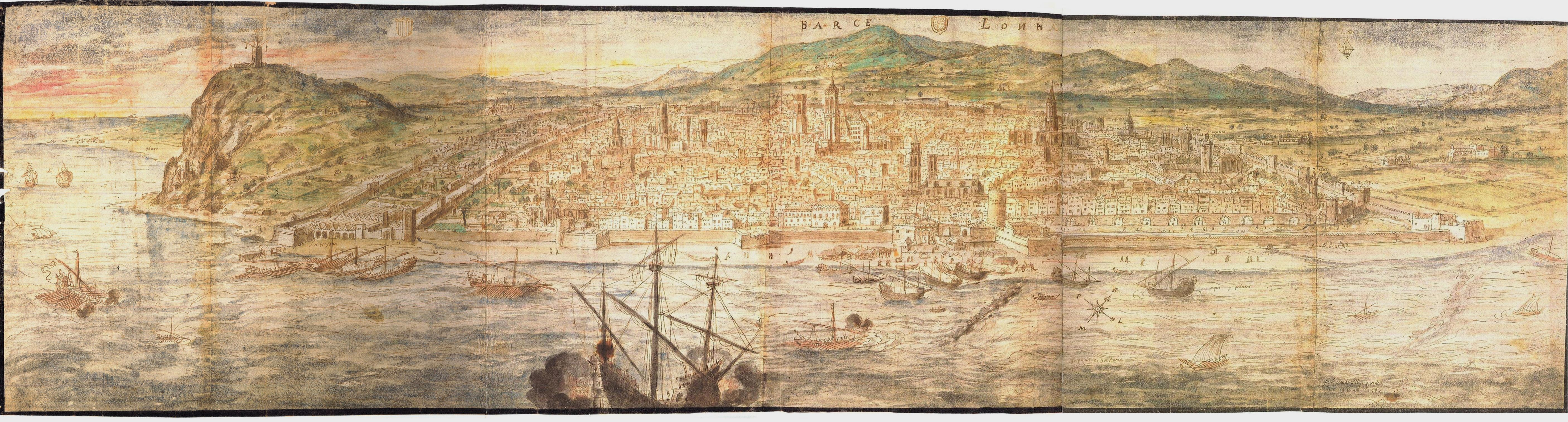
Vista de Barcelona (1563)

No fue el único pintor de ciudades; es posible que coincidiera en su viaje con Joris Hoefnagel, también flamenco, que recorrió España entre 1563 y 1567 y realizó dibujos para las Civitates orbis terrarum de Braun-Hogenberg, que en algunos casos, como el de Toledo, representan vistas complementarias, menos meticulosas, pero más espectaculares y escenográficas. Richard Kagan propone que estos dibujos fueron influidos por los de Wyngaerde.

## Viajes por España

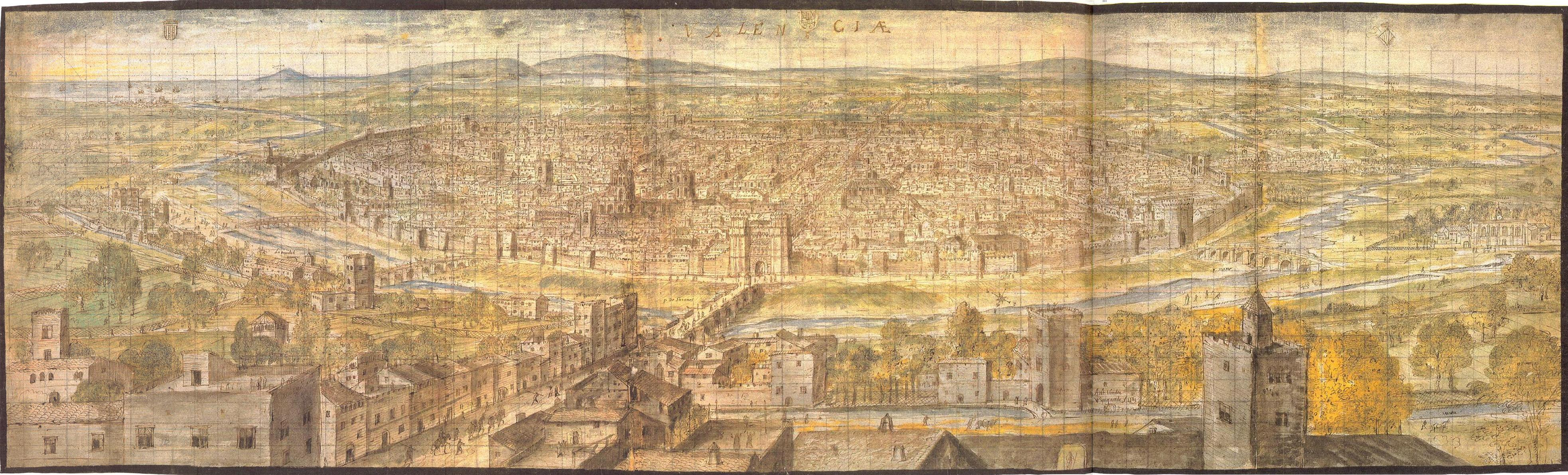
Vista de Valencia (1563)

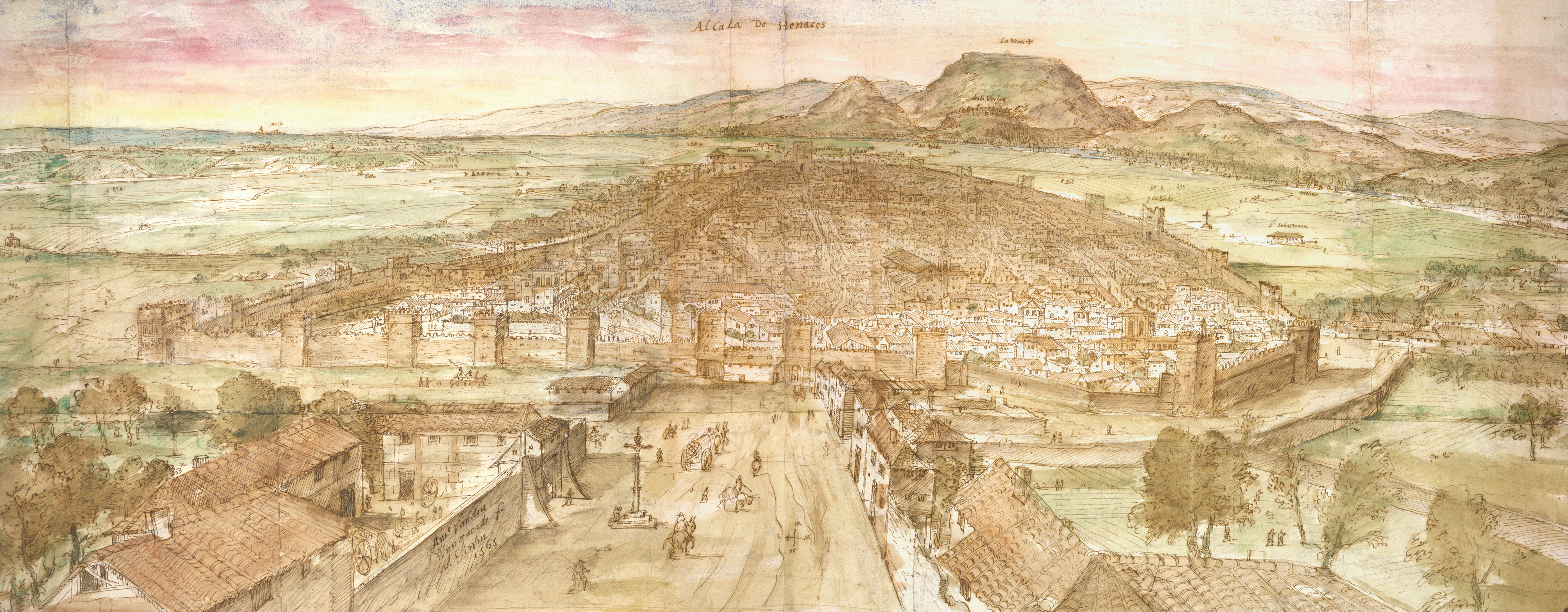
Vista de Alcalá de Henares (1565)

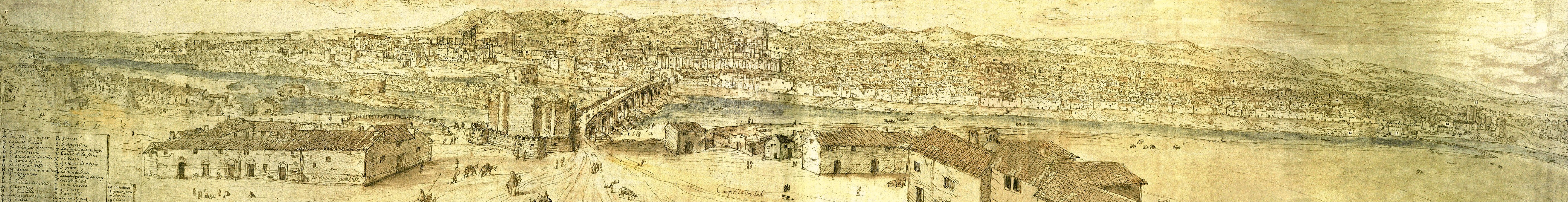
Vista de Córdoba (1567)

Wyngaerde realizó varios viajes por España, por orden de Felipe II, estudiando y dibujando algunas de sus principales ciudades. Siguió los siguientes itinerarios:
- 1562: Madrid, Valsaín, Segovia y Toledo
- 1563: Daroca, Zaragoza, Monzón, Lérida, Cervera, Montserrat, Barcelona, Tarragona, Tortosa, Murviedro (Sagunto), Valencia, La Albufera y El Grao, Játiva, Almansa y Chinchilla de Montearagón.
- 1564: Málaga, Peñón de Vélez de la Gomera y Melilla.
- 1565: Alcalá de Henares, Guadalajara, Cuenca y Belmonte. Medina del Campo y Burgos.
- 1567: Córdoba, Úbeda-Baeza, Jaén, Granada, Alhama de Granada, Antequera, Ojén, Gibraltar, Tarifa, Zahara, Cádiz, Puerto de Santa María, Jerez de la Frontera, Sanlúcar de Barrameda, Sevilla, Écija, Carmona, Itálica, Mérida, Guadalupe y Talavera de la Reina.
- 1570: Ávila, Alba de Tormes, Salamanca, Zamora, Toro, Tordesillas, Medina del Campo, Valladolid y Burgos.

## Obra
Los dibujos de Wyngaerde actualmente se conservan agrupados en tres colecciones:
- National Bibliotheck de Viena: dispone de 53 dibujos (61 contando los reversos) mayoritariamente son vistas de gran formato plegadas, además de estudios o bocetos de ciudades, edificios y ruinas. Destacan: Alcalá de Henares, Barcelona, Cádiz, Córdoba, Madrid, Málaga, Salamanca, Sevilla, Toledo, Valencia, Zaragoza y Talavera.
- Victoria and Albert Museum de Londres: conserva desde 1879 un total de 22 vistas de ciudades completas, y estudios preparatorios de monumentos y detalles.
- Ashmolean Museum de Oxford: conserva 8 vistas de tema español, entre las que destacan las dos vistas de Segovia (este y oeste), de destacable calidad por su alto grado de detalle.[6]
- Viena (Austria): conserva los planos originales del castillo de Monzón (Huesca).